# Cantigas de escárnio e maldizer
Cantigas de escárnio e maldizer ou cantigas d'escarnho e de maldizer em galego-português são um tipo de composição literária da Idade Média, típicas do trovadorismo.

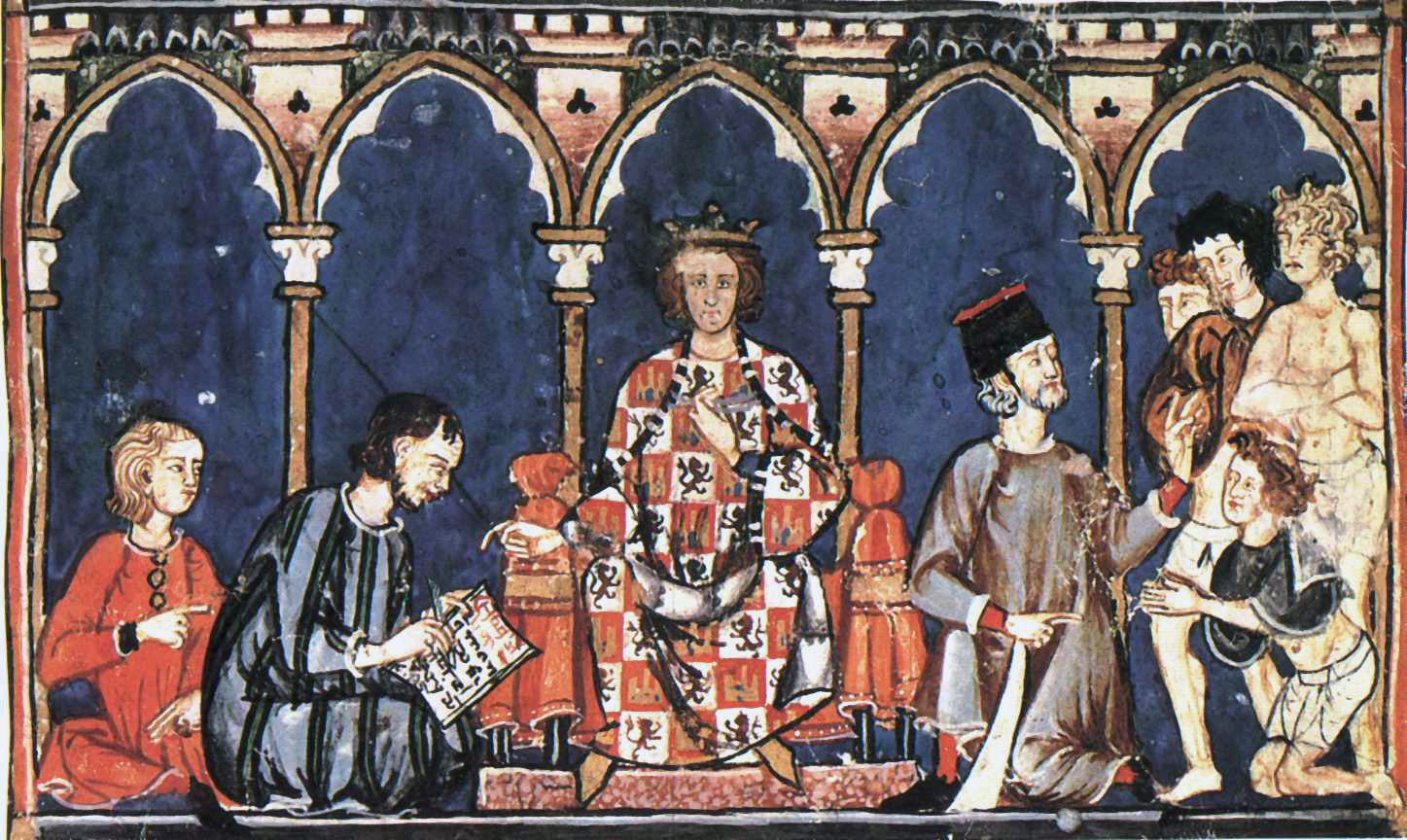
O rei Afonso X, o Sábio, escreveu cantigas de escárnio e maldizer: Fui eu poer a mao, n´outro dia a ua soldadeira no conon.

O corpus da literatura galego-portuguesa possui aproximadamente 400 textos pertencentes a esse gênero. É frequente e erroneamente caracterizado como sátira, a principal diferença sendo que a cantiga é normalmente direcionada a uma pessoa, enquanto a sátira é direcionada a um grupo inteiro de pessoas.
O gênero frequentemente possui formas complexas, com uma variedade de personagens, e com uma retórica estando "no meio" em nível de complexidade em comparação com a cantiga de amor e com a cantiga de amigo. Insultos e zombaria são a essência do gênero, apesar de que há grande variação nas técnicas, como por exemplo elogiar para depois culpar, defender para depois acusar, agradecer para depois insultar. Obscenidade é regra nas cantigas de maldizer.
O mundo físico e social daquela época, ao contrário dos outros dois gêneros do trovadorismo, é bem presente nas cantigas de escárnio e maldizer, fazendo desse gênero um grande material de estudo da história cultural e social daquele período.
As cantigas sempre possuem intenção cômica. Esse gênero inclui temas sexuais, zombaria para com outros trovadores e suas músicas, conflitos sociais, questões políticas e legais, zombaria para com a religião, mais especificamente com o catolicismo, incluindo zombaria para com o Papa, blasfêmias contra figuras bíblicas, como por exemplo Jesus e a Virgem Maria, e paródias de cantigas de amor e cantigas de amigo.
Normalmente a voz é masculina. A pessoa endereçada pode ser o alvo do insulto, ou um "você" retórico, servindo como um exemplo para uma discussão maior, ou um participante numa ação descrita ou realizada. A intenção retórica é sempre insultar. O insultado é normalmente um indivíduo, apesar de que em algumas composições uma classe de pessoas é zombada ("infanções") – fazendo tais poemas serem sátira e não insultos pessoais. Os elementos de fundo são bem mais variados em comparação com os outros dois gêneros, e também o são a situação e ação presentes. As técnicas na retórica na qual o insulto é articulado também são altamente variadas, e isso permite uma elocução dificilmente possível em outro lugar.
As origens desse gênero são difíceis de traçar. Henry R. Lang argumenta que o gênero há raízes profundas na Península Ibérica, mas a questão é quão fundas elas são. Não há um corpus comparavelmente grande de versos nas literaturas occitana, francesa antiga e italiana. Uma maneira de encontrar uma explicação para esse gênero é vê-lo como uma continuação dos costumes romanos.

## Cantiga de escárnio e cantiga de maldizer
A anônima "Arte de Trovar", que abre um dos cancioneiros medievais (o Cancioneiro da Biblioteca Nacional), diferencia as cantigas de escárnio das de maldizer:
"Cantigas de escárnio são aquelas que os trovadores fazem querendo dizer mal d’alguém em elas, e dizem-lho per palavras cobertas que hajam dous entendimentos pera lhe-lo nom erem... ligeiramente; e estas palavras chamam os clérigos hequivocatio".
Enquanto as cantigas de escárnio apresentavam críticas sutis, as de maldizer eram vulgares, com o uso de palavrões, sendo muito explícitas. Muitas delas devem ser entendidas como armas de combate entre os vários grupos e interesses sociais e políticos em presença.